# Manuel Gonçalves Cerejeira
Manuel Gonçalves Cerejeira (ur. 29 listopada 1888 w Lousado, zm. 2 sierpnia 1977 w Lizbonie) – portugalski duchowny katolicki, kardynał, patriarcha Lizbony.

## Życiorys
Święcenia kapłańskie przyjął 1 kwietnia 1911 roku w miejscowości Braga. Był wykładowcą na Uniwersytecie Coimbra w latach 1911–1928. 23 marca 1928 roku otrzymał nominację na arcybiskupa tytularnego Mitilene i biskupa pomocniczego Lizbony. Sakrę biskupią otrzymał 17 czerwca 1928 roku w Coimbra z rąk bp. Luis Coelho da Silva biskupa Coimbra. 5 sierpnia 1929 roku wybrany wikariuszem kapitulnym Lizbony, a 18 listopada 1929 roku mianowany patriarchą Lizbony. Na konsystorzu 16 grudnia 1929 roku papież Pius XI wyniósł go do godności kardynalskiej z tytułem kardynała prezbitera SS. Marcellino e Pietro. Uczestnik konklawe w 1939 roku, które wybrało na papieża Piusa XII i również uczestnik konklawe w 1958 roku, które wybrało na papieża Jana XXIII. 6 sierpnia 1961 roku został kardynałem protoprezbiterem. Brał udział w obradach Soboru Watykańskiego II w latach 1962–1965. Uczestnik konklawe w 1963 roku, które wybrało na papieża Pawła VI. W 1966 roku mianowany wikariuszem apostolskim ordynariatu polowego w Portugalii. W związku z wprowadzeniem przez papieża Pawła VI w motu proprio Ingravescentem aetatem górnej granicy wieku dla kardynałów-elektorów z dniem 1 stycznia 1971 roku utracił uprawnienia elektorskie. 10 maja 1971 roku złożył rezygnację z pasterskiego zarządzania patriarchatem Lizbony, a w 1972 roku złożył także rezygnację z pasterskiego zarządzania ordynariatem polowym Portugalii. Zmarł 2 sierpnia 1977 roku w Lizbonie w wieku 89 lat, po 66 latach kapłaństwa, 49 biskupstwa i 48 kardynalatu. Był ostatnim żyjącym kardynałem z nominacji Piusa XI.